# Imidakloprid
Imidakloprid je sistemski insekticid, ki na žuželke deluje nevrotoksično in spada v razred kemikalij, imenovanih neonikotinoidi, ki delujejo na osrednji živčni sistem žuželk, imajo pa precej nižjo strupenost za sesalce. Učinkovina deluje tako, da ovira prenos dražljajev v žuželčjem živčnem sistemu. Natančneje, blokira nikotinergične nevronske poti. S tem, ko blokira nikotinske receptorje za acetilholin, imidakloprid acetilholinu preprečuje prenos impulzov med živci, kar povzroči paralizo in posledično smrt žuželke. Učinkovit je tako kontaktno kot tudi ob zaužitju skozi želodec. Ker se imidakloprid bistveno močneje veže na nevronske receptorje žuželk kot pa sesalcev, je kot insekticid bolj strupen za žuželke kot sesalce.
Imidakloprid je od leta 1999 najbolj uporabljan insekticid na svetu. Prodaja se pod veliko imeni in v številne namene; lahko se nanese z vbrizgavanjem v tla ali v drevo, z nanosom na povrhnjico rastlin, razprševanjem na listje, s talnim nanosom v obliki granul ali tekočine ali pa kot z obdelavo semen. Imidakloprid se za zatiranje škodljivcev široko uporablja v kmetijstvu. Druge uporabe vključujejo nanos na tramove za zatiranje termitov, zatiranje škodljivcev na vrtovih in tratah, zaščito domačih živali pred zunanjimi zajedavci (npr. Bayerjeve ovratnice Foresto), zaščito dreves pred lubadarjem in v raztopinah za zaščito nekaterih vrst lesnih izdelkov (npr. blagovne znamke Ecolife)
Nedavne raziskave kažejo, da razširjena kmetijska uporaba imidakloprida in drugih pesticidov lahko prispeva k pojavu propada čebeljih družin v Evropi in Severni Ameriki, ki ga spremljamo od leta 2006. Posledično je več držav omejilo uporabo imidakloprida in drugih neonikotinoidov. Januarja 2013 je Evropska agencija za varnost hrane izjavila, da neonikotinoidi predstavljajo nesprejemljivo veliko tveganje za čebele in da naj bi bile od industrije sponzorirane znanstvene raziskave, na podlagi katerih regulativne agencije zatrjujejo varnost, pomanjkljive ali celo ponarejene.

## Preveliko odmerjanje
Osebe, ki akutno zaužijejo večje količine, poročajo o bruhanju, znojenju, zaspanosti in zmedenosti. Da bi izzvali te reakcije, bi moralo zaužitje biti namerno, saj so toksični odmerki zelo veliki. Pri psih LD50 znaša 450 mg/kg telesne teže. V vzorcu srednje velikih psov, težkih 13 kg, bi jih polovica umrla šele po zaužitju 5,85 grama imidakloprida. Krvne koncentracije imidakloprida se lahko meri, da se na podlagi njih postavi diagnozo in hospitalizira paciente ali pa da se določi vzrok smrti v posmrtnih preiskavah.